# Nicholas Leonicus Thomaeus
Nicholas Leonicus Thomaeus (även känd vid ett flertal namn såsom Niccolò Leonico Tomeo, Nikollë Leonik Tomeu och Leonik Tomeu), född 1456 i Venedig, död 1531, var en lärd person och professor i filosofi vid universitetet i Padua i 30 års tid. 
En källa uppger att han var född i Durrësi i dåvarande Venetianska Albanien.
Vid universitetet i Padua blev han berömd som den förste professorn som undervisade om Aristoteles på originalspråket och en av hans lärjungar där var den unge Nicolaus Copernicus.
Han prisades av Erasmus av Rotterdam som ett universalgeni.